# 印度尼西亞島嶼列表

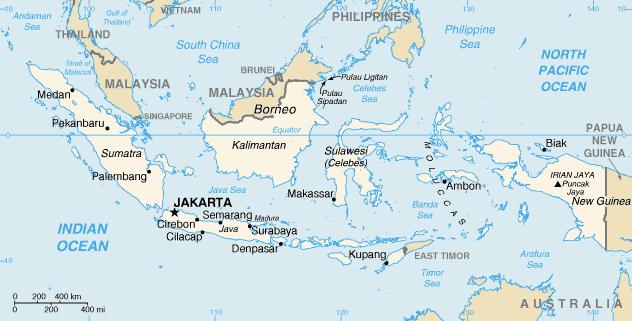
印尼群島列表地圖

本篇印尼群島列表（英語：List of islands of Indonesia）把印尼全國17,000個以上的島嶼，依照大型島嶼以及群島，在其中選擇較重要者列出，以供讀者參考。
印尼群島（islands），也稱為印尼列島（archipelago），或是稱為印尼語：（參見Nusantara），指的是構成印尼國家領土的所有島嶼，或組成這塊地理區域的所有島嶼。印尼所擁有島嶼的確切數目因定義和來源而異。印尼國境內的島嶼數目有17,508個，總面積有1,904,569平方公里（國土面積排名位居全球第13位），島嶼數目和國土面積讓該國成為世界上排名第一的島嶼國家（參見島嶼國家列表）。
印尼群島分布於北緯6度至南緯11度、東經94度至141度之間，赤道貫穿全境，東西綿延達5,120公里，南北縱長約1,760公里。主要島嶼有爪哇島、蘇門答臘島、加里曼丹（婆羅洲屬於印尼領土的稱法）、蘇拉威西島及新幾內亞五大島。印尼境內火山共有約400座，其中100座為活火山。

## 島嶼數目計算沿革
印尼所擁有島嶼的確切數量因定義和來源而異。根據關於印尼海洋領土第9/1996號法律，印尼境內正式列有17,508個島嶼。根據印尼國家地理空間資訊局（簡稱BIG）在2007年至2010年間進行的地理空間調查，印尼的島嶼數目為13,466個。但根據印度尼西亞國家航空航天研究所早在2002年的調查，印尼列島的數目是18,307個，而根據美國中央情報局出版的《世界概況》，島嶼數目是17,508個。數量差異的原因是因為早期的調查包括“潮汐島” - 在退潮時出現，而在漲潮時被淹沒的沙質珊瑚礁和岩石暗礁。根據印尼政府的估計，已經命名的島嶼有8,844個，其中922個有永久居民。截至2018年，聯合國地名專家組 (UNGEGN) 已驗證過16,671個島嶼名稱。

## 氣候變遷對印尼海岸線及島嶼的影響
全球氣候變遷（全球暖化）而造成的海平面上升，還有人口密集地區的超抽地下水，導致底層下陷，除危及印尼沿海大城市如雅加達（地下水源受海水滲入）外，專家憂慮有些海岸，以及小島可能會因此永遠沉沒於海平面之下。

根據聯合國海洋法公約所呈現的現代努山達拉宏願（Indonesian Archipelagic Vision）印尼群島地圖。

## 大型群島/島嶼
本篇排列的群島/島嶼的排列方式依序（由西向東）為 - 巽他群島（包含大巽他群島及小巽他群島）、摩鹿加群島及新幾內亞。而印尼的5大島嶼中，除新幾內亞外，有4個（爪哇島、蘇門答臘島、加里曼丹及蘇拉威西島）包含在大巽他群島之中。
- 巽他群島
  - 大巽他群島
    - 爪哇島，以前稱為印尼語：。
    - 蘇門答臘島，以前稱為梵語：。
    - 婆羅洲: 分為三塊，印尼領土（稱為加里曼丹）、汶萊和馬來西亞的兩個州 - 沙巴和砂拉越。
    - 蘇拉威西島：以前稱為Celebes。

  - 小巽他群島
    - 巴厘島
    - 龍目島
    - 松巴哇島
    - 弗洛勒斯島
    - 松巴島
    - 帝汶: 島嶼西部為屬於印尼的西帝汶（為東努沙登加拉省的一部分），東部為東帝汶民主共和國。
- 摩鹿加群島 (或稱馬魯古群島，也拼寫為Moluccas)
- 新幾內亞: 包括在島嶼西部，屬於印尼的兩個省 - 巴布亞省和西巴布亞省，和在東部的巴布亞新幾內亞獨立國。

## 各省份所包含較重要的島嶼
根據上述的排列方式，再根據省份把較重要的小型島嶼/群島列出。

### 爪哇島

#### 萬丹省
- 帕奈坦島（英语：Panaitan）
- 桑吉昂島
- 亭吉島（英语：Tinjil）
- 烏芒島

#### 中爪哇省
- 卡利門爪哇群島（英语：Karimunjawa）
- 努沙甘邦岸島

#### 雅加達首都特區
- 千島區（雅加達）（英语：Thousand Islands (Indonesia)）

#### 東爪哇省
- 巴韋安島
- 吉利·伊陽島（英语：Gili Iyang Island）
- 康厄安群島
- 馬都拉島
- 羅斯島
- 努薩·巴龍島（英语：Nusa Barong）
- 拉札島（Raja Island）[10]
- 森普島（英语：Sempu (island)）

#### 西爪哇省
- 普勞·比阿瓦島（巨蜥島）， 南麻由島（英语：Indramayu）

### 蘇門答臘島

#### 亞齊特區
- 巴尼亞群島
  - 團庫島（英语：Tuangku）
- 拉西亞島（Lasia Island）[11]
- 錫默盧島
- 韋島

#### 北蘇門答臘省
- 巴都群島
- 波哈拉島（蘇門答臘）（英语：Berhala Island, Sumatra），位於麻六甲海峽之內。
- 西納卡群島（英语：Hinako Islands）
- 馬克里島（Makole Island）[12]
- 瑪莎島（Masa Island）[13]
- 尼亞斯群島
- 沙摩西島，多巴湖島

#### 西蘇門答臘省
- 明打威群島
  - 北巴蓋島
  - 西比路島
  - 西普拉島
  - 南巴蓋島
- 帕順帕漢島
- 西夸伊島

#### 明古魯省
- 恩加諾島（英语：Enggano Island）
- 巨島（Mega Island），為無人居住的島嶼。[14]

#### 楠榜省
- 喀拉喀托火山噴發所造成的小島，稱為喀拉喀托火山之子
- 麗宮狄島（英语：Legundi Island）
- 塞貝西島
- 塞布庫島

#### 廖內省
- 巴蘇島（Basu Island）[15]
- 望加麗島
- 巴東島
- 朗桑島
- 魯帕島
- 直名丁宜島

#### 廖內群島省
- 納土納群島 
  - 阿南巴斯群島縣
  - 大納土納島
  - 南納吐納群島（英语：South Natuna）
  - 淡美蘭群島
    - 巴達斯群島
- 廖內群島
  - 巴淡島
  - 民丹島
  - 布蘭島
  - 加朗島
  - 卡里蒙群島（Karimun Islands）
  - 大納土納島
  - 噴延格特島（英语：Penyengat Island）
    - 大卡里蒙島
    - 小卡里蒙島（英语：Little Karimun）

  - 肯德島（英语：Kundur Island）
  - 倫龐島
- 林加群島
  - 林加島與周圍小島
  - 新及島與周圍小島

#### 邦加－勿里洞省
- 邦加島
- 勿里洞島

### 加里曼丹

#### 中加里曼丹省
- 達馬爾島
- 班寧島（Baning Island）[16]
- 巴雅島（Buaya Island）[17]
- 布隆島（Burung Island）[18]

#### 東加里曼丹省
- 巴拉巴拉岸群島
- 德拉旺群島
  - 卡卡班島

#### 北加里曼丹省
- 布紐島
- 石峇迪島: 島嶼北部屬馬來西亞的沙巴州，南部屬於印尼
- 打拉根島

#### 南加里曼丹省
- 勞特島
- 勞特·凱西爾群島（英语：Laut Kecil Islands）
- 塞布庫島

#### 西加里曼丹省
- 波窩島（英语：Bawal Island）
- 葛蘭島（Pulau Gelam）[19]
- 卡里馬塔群島
  - 卡里馬塔島（Karimata）[20]
- 馬亞卡里馬塔島

### 蘇拉威西島

#### 中蘇拉威西省
- 邦蓋群島
  - 邦蓋島
  - 波窩康群島（英语：Bowokan Islands） (也稱為Kepulauan Treko)
  - 布卡布卡島（英语：Buka Buka Island）
  - 珀倫島
- 馬索尼島（英语：Masoni Island）
- 西瑪堂島（英语：Simatang Island）
- 托吉安群島
  - 托吉安島（英语：Togean Island）
  - 魯同根島（Pulau Lutungan）[21]

#### 北蘇拉威西省
- 邦加島
- 布納肯島
- 倫貝島
- 萬鴉老圖阿島
- 年島（Nain Island）
- 桑義赫群島
  - 納尼琶島（Nanipa）
  - 布吉德島（Bukide）
  - 桑格島
  - 錫奧島
  - 塔古蘭淡島（英语：Tagulandang Island）
- 塔勞群島
  - 卡巴欒島（Kabaruan）[22]
  - 卡拉克隆島
  - 薩利巴布島（Salibabu Island）[23]
- 他里斯島（Talise Island）[24]

#### 南蘇拉威西省
- 帕比靈群島（英语：Pabbiring Islands）
- 薩巴拉納群島，環礁組成的群島
- 塞拉亞群島
  - 塞拉亞島
- 塔卡博內拉特群島
- 廷加群島

#### 東南蘇拉威西省
- 布頓島
- 卡巴那島
- 穆納島
- 圖康伯西群島
  - 瓦卡托比縣
    - 旺伊旺伊島
- 沃沃尼島

### 小巽他群島

#### 巴厘省
- 巴厘島
- 萌占干島（英语：Menjangan Island）
- 倫邦岸島
- 珀尼達島
- 瑟蘭干島（英语：Serangan Island）
- 瑟寧根島（英语：Nusa Ceningan）

#### 東努沙登加拉省
- 阿勒群島
  - 阿勒島
  - 科帕島（Kepa Island）[25]
  - 潘塔爾島
- 弗洛勒斯群島
  - 巴比島（英语：Babi Island, Flores）
  - 渺思島（英语：Mules Island）
- 科莫多島
  - 吉利·拉瓦·達拉特島（Gili Lawa darat）
  - 吉利·拉瓦·勞特島（Gili Lawa laut）
  - 曼建潭島（Mangiatan Island）[26]
  - 馬卡莎群島（Makasar Islands）
    - 塔卡·馬卡莎島（Taka Makasar）[27]

  - 茂旺島（Mauwang Island）[28]
  - 帕拉欒巴島（Pararambah Island）[29]
  - 希亞巴·貝沙島（Siaba Besar Island）[30]
    - 希亞巴·凱索島（Siaba Kecil Island）[31]
    - 塔塔哇島（Tatawa Island）[32]
      - 圖口·裴馬羅島（Tukoh Pemaroh）[33]
- 帕達島
  - 巴圖彼拉島（Batubilah Island）[34]
  - 帕達·凱西爾島（Padar Kecil Island）[35]
- 帕盧厄島
- 帕瑪娜群島（英语：Pemana Islands）
- 林卡島
  - 吉利·莫當島（英语：Gili Motang）
  - 木昂島（Muang Island）[36]
  - 樓邦島（Rohbong Island）[37]
    - 圖口·佳佳克島（Tukoh Gagak） [38]
    - 圖口·樓邦口島（Tukoh Rohbongkoe）[39]

  - 帕帕賈巒島（Papagaran Besar Island）[40]
    - 帕帕賈·巒凱索島（Papagaran Kecil Island）[41]
    - 巴圖島（Batu Island）
    - 莫利島（Mole Island）[42]

  - 潘加·貝沙島（Pengah Besar Island）[43]
    - 潘加·凱索島（Pengah Kecil Island）[44]
    - 巴圖潘加島（Batupengah Island）[45]
- 羅地島
- 薩武群島
- 索洛群島
  - 阿多納拉島
  - 龍布陵島
  - 索洛島
- 松巴島
- 帝汶: 島嶼西部為屬於印尼的西帝汶，東部為東帝汶民主共和國。

#### 西努沙登加拉省
- 吉利群島
  - 吉利·艾爾島（英语：Gili Air）
  - 吉利·厝萬根島（Gili Trawangan）
  - 吉利·美諾島（Gili Meno）[47]
- 班塔島（Banta Island）[48]
- 吉利·比亞哈島（Gili Biaha）[49]
- 吉利·民潘島（Gili Mimpang）[50]
- 吉利·錫廊島（Gili Selang）[51]
- 吉利·特皮孔島（Gili Tepekong）[52]
- 龍目島
- 默當島（英语：Medang Island）
- 莫約島
- 門占甘島（英语：Menjangan Island）
- 亞比火山島
- 沙通達島（英语：Satonda）
- 松巴哇島

### 摩鹿加群島

#### 摩鹿加省
- 阿魯群島
  - 伊努島（Enu）[53]

- - 科布羅爾島
  - 馬伊庫爾島
  - 特朗岸島
  - 沃坎島
- 巴巴群島
- 班達群島
- 西南群島
  - 達馬爾島
  - 利蘭島
  - 羅芒島
  - 韋塔島
- 博阿諾島
- 布魯島
- 戈龍群島
- 卡伊群島
- 克朗島
- 勒蒂群島
  - 拉科島（Lakor）[54]
  - 勒蒂島（英语：Leti (island)）
  - 莫阿島，勒蒂群島中的最大之島
- 馬尼帕島
- 勞特島
- 斯蘭島
  - 安汶島
  - 歐希島（Osi Island）[55]
  - 薩帕魯阿島
- 塔寧巴爾群島
  - 塞拉魯島
  - 延德納島，塔寧巴爾群島中的最大之島
- 班達海中的小型火山島嶼
- 塔洋度群島（英语：Tayandu Islands）
- 瓦圖貝拉群島

#### 北摩鹿加省
- 巴占群島，其中的島嶼：
  - 卡西路他島（Kasiruta Island）[56]
  - 曼迪奧利島（Mandioli Island）[57]
  - 木阿力島（Muari Island）[58]
- 哈馬黑拉島，附近的島嶼:
  - 馬基安島
  - 德那第島（Ternate Island）[59]
  - 蒂多雷島
  - 希里島，火山島
  - 馬雷島，火山島
  - 麥塔拉島（Maitara Islande）[60]
  - 卡約阿島
  - 拉魯因島（Laluin Island）[61]
  - 莫蒂島
  - 荖島（Rau Island）[62]
  - 喀喀啦島（Kakara Island）[63]
  - 美緹島（Meti Island）[64]
  - 塔加拉亞島（Tagalaya Island）[65]
  - 寇眸島（Komo Island）[66]
  - 韋迪群島（Widi Islands）
- 摩羅泰島，附近的島嶼:
- 奧比群島，其中的島嶼:
  - 碧沙島（Bisa Island)[67]
  - 果木木（Gomumu Island）[68]
  - 奧比島
  - 鷗比拉圖島（Obilatu Island）[69]
  - 托巴萊到（Tobalai Island）[70]
- 蘇拉群島

### 西巴布亞
在新幾內亞西部，屬於印尼的國土約占島嶼的一半。

#### 西巴布亞省
總共610個島嶼，其中35個有人居住 
- 阿西亞群島
- 阿尤群島
  - 阿尤島
  - 勒尼島
- 卡拉斯島（Karas）[71]
- 拉賈安帕特群島
  - 巴丹塔島
  - 布群島（英语：Boo Islands）
  - 法姆群島
  - 米蘇爾島
  - 衛吉島
    - 甘姆島（Gam）[72]
    - 卡維島（Kawe）[73]
- 西脈島（Semai Island）[74]

#### 巴布亞省
- 斯考滕群島
  - 比亞克島，斯考藤群島中最大的島嶼
  - 努姆島
  - 農福爾島
  - 蘇皮奧里島
  - 亞彭島
- 科莫蘭島
- 約斯·蘇達索島